# Sfera publiczna
Sfera publiczna (ang. public sphere) w socjologii i politologii to pojęcie oznaczające obszar dyskursu politycznego i wymiany poglądów w nowoczesnym społeczeństwie. Idea ta kojarzy się przede wszystkim z nazwiskiem niemieckiego socjologa Jürgena Habermasa.

## Koncepcja Habermasa
Według Habermasa tradycyjne procedury demokratyczne – w tym parlamenty i partie polityczne – nie tworzą wystarczających podstaw do właściwego podejmowania zbiorowych decyzji. Ramy demokracji tworzy sfera publiczna.
Sferę publiczną może przywrócić reforma procedur demokratycznych oraz większe zaangażowanie instytucji społecznych i organizacji lokalnych.
Zawiera ona wszystkie tematyki, elementy oraz opinie, które choć raz wygłoszone mogą osiągnąć poziom publiczny. Taka jawność gwarantuje rozpowszechnienie znajomości punktów widzenia.
"Komercyjnie zorientowana telewizja i prasa nie mają szansy stać się forum publicznej debaty.Ale publiczna telewizja i radio oraz Internet mogą tworzyć doskonałe warunki dla otwartego dialogu i dyskusji" – rozważa Anthony Giddens, analizując koncepcje Habermasa.

## Inne rozumienia
Edmund Wnuk-Lipiński zwraca uwagę na dwa inne rozumienia sfery publicznej:
- Dorota Pietrzyk-Reeves: Sfera publiczna "jako przestrzeń, w której może się realizować prawdziwie demokratyczne uczestnictwo obywateli w kształtowaniu wspólnych norm consensu i porozumienia oraz w formowaniu opinii publicznej, a tym samym wpływania na instytucje systemu"[3].

- Margaret Somers: "Sfera publiczna oznacza kontestacyjno-partycypacyjną przestrzeń, w ramach której podmioty prawa, obywatele, aktorzy ekonomiczni oraz członkowie rodzin i społeczności lokalnych tworzą publiczne ciała i angażują się w negocjacje i kontestacje życia politycznego i społecznego"[4].

Jest to przestrzeń – objaśnia Wnuk-Lipiński, w której zachodzą relacje szczególnego typu – takie, których świadkiem może być każdy aktor działający w tej przestrzeni. "Może to być demonstracja pojedynczego człowieka na rogu ulicy, informującego przechodniów o celu tej jednostkowej demonstracji, marsz protestacyjny, strajk, zbiórka pieniędzy na cel charytatywny, msza polowa, zbieranie podpisów pod petycją, czy organizowanie spontanicznej pomocy dla ofiar wypadku" – wskazuje Wnuk-Lipiński Sfera publiczna jest nie tylko miejscem zachowań politycznych, ale także przestrzenią, w której realizowane bywają role konsumenta, wyznawcy religii czy kibica drużyny piłkarskiej. Jednak wszystkie działania w roli obywatelskiej wkraczają w sferę publiczną.
Wnuk-Lipiński analizuje sferę publiczną w ramach proponowanej przez niego w Socjologii życia publicznego nowej subdyscypliny socjologii o nazwie socjologia życia publicznego.

### UjęcieNancy Fraser
Sfera publiczna wg Fraser obejmuje więcej aspektów niż ta opracowana przez Jürgena Habermasa. Fraser podaje w wątpliwość jego cztery główne hipotezy:
1. Wkraczanie w przestrzeń publiczną oznacza zawieszanie różnic statusu społecznego
2. Przestrzeń publiczna wymaga jednolitej i zgodnej publiczności
3. Dyskurs w przestrzeni publicznej powinien wykluczać problemy "prywatne" i odnosić się do wspólnego dobra
4. Dobre funkcjonowanie przestrzeni publicznej zapewnia wyraźny podział między społeczeństwem obywatelskim a państwem

Jej ujęcie jest ulepszeniem idealistycznych hipotez przedstawionych przez wspomnianego Habermasa:
1. W sferze publicznej istnieją kontrpubliczności podrzędne (grupy paralelne), które wyrażają swoje różnice i przeciwstawiają się mieszczańskiej przestrzeni publicznej
2. Nagły rozwój liczby publiczności konkurencyjnych przybliża szerszą demokrację, opartą na kompromisie
3. Pojawianie się problemów "prywatnych" i interesów cząstkowych pozwala zakreślać ruchome granice sfery publicznej (brak ograniczenia przez problemy)
4. Istnieje podział między państwem a społeczeństwem obywatelskim, ale nie jest on wyraźny (prócz relacji z przedstawicielami konieczna jest demokracja bezpośrednia lub prawie bezpośrednia)

Ponadto jest to teoria najbardziej zwarta i znacząca. Fraser wzmacnia znaczenie aktorów niemieszczańskich którzy, pragną być reprezentowani a do tego prezentują wszystkie formy sprzeciwu tj. "manifestacja, pochód czy dyskusja". Dodatkowo w sferze publicznej są różnorakie niezgody, które można zakończyć poprzez kompromis.
Sferę publiczną przenikają konflikty, które można rozwiązać za pomocą kompromisów. Demokracja pozostaje miejscem poszukiwania wspólnego sensu. Sfera publiczna jest jednocześnie pluralizowana, hierarchizowana i konfliktowa.